# Хияма (округ)
Хия́ма (яп. 檜山支庁 Хияма-ситё:) — округ в составе губернаторства Хоккайдо (Япония). Расположен на полуострове Осима со стороны Японского моря. Он включает в себя остров Окусири. На октябрь 2005 года население округа составляло 46 996 человек. Официальная площадь округа — 2,629.9 км².

## История
- Округ создан в 1897 году.

## Состав округа

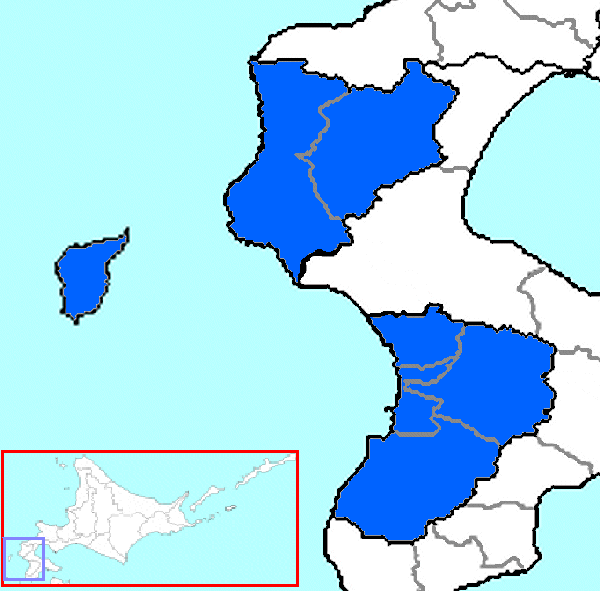
Округ Хияма

### Города
В этом округе нет крупных городов.

### Города и деревни уездов
- Кудо
  - Сетана
- Ниси
  - Отобе
- Окусири
  - Окусири
- Сетана
  - Имакане
- Хияма
  - Ассабу
  - Каминокуни
  - Эсаси (административный центр округа)